# Maththuréhaa
Maththuréhaa is een van de onbewoonde eilanden van het Gaafu Alif-atol behorende tot de Maldiven.